# Pyrenaria khasiana
Pyrenaria khasiana är en tvåhjärtbladig växtart som beskrevs av R.N. Paul. Pyrenaria khasiana ingår i släktet Pyrenaria och familjen Theaceae. Inga underarter finns listade i Catalogue of Life.